# Дубровський Ілля Маркусович
Дубровський Ілля Маркусович (нар. 20 листопада 1938 року, Київ, Українська РСР, СРСР) — український фізик, доктор фізико-математичних наук (1991). Чоловік Лоцко Діни Василівні.

## Біографічні дані
У 1962 закінчив Київський університет.
З 1962 працює в Інституті металофізики НАНУ у Києві: з 1994 — провідний науковий співробітник.

## Наукові інтереси
Наукові інтереси пов'язані з теоретичним дослідженням твердого тіла, зокрема неідеальних кристалів.

### Основні праці
За ЕСУ:
- Теория электронных явлений в деформированных кристаллах. К., 1999;
- Точное решение задачи об электроне в магнитном поле, состоящем из однородного поля, и параллельных ему магнитных струн // ФНТ. 2002. Т. 28, № 11;
- Classical statistical thermodynamics of a gas of charged particles in magnetic field // Condensed Matter Physics. 2006. Vol. 9, № 1.[2]

## Джерело
- Дубровський Ілля Маркусович // Енциклопедія сучасної України / ред. кол.: І. М. Дзюба [та ін.] ; НАН України, НТШ. — К. : Інститут енциклопедичних досліджень НАН України, 2001–2025. — ISBN 966-02-2074-X.